# Chiesa di Sant'Antonio di Padova (Valfloriana)
La chiesa di Sant'Antonio di Padova è una chiesa sussidiaria a Dorà, frazione di Valfloriana, in Trentino. Appartiene alla parrocchia di San Floriano, rientra nella zona pastorale di Fiemme e Fassa dell'arcidiocesi di Trento e risale al XIX secolo.

## Storia

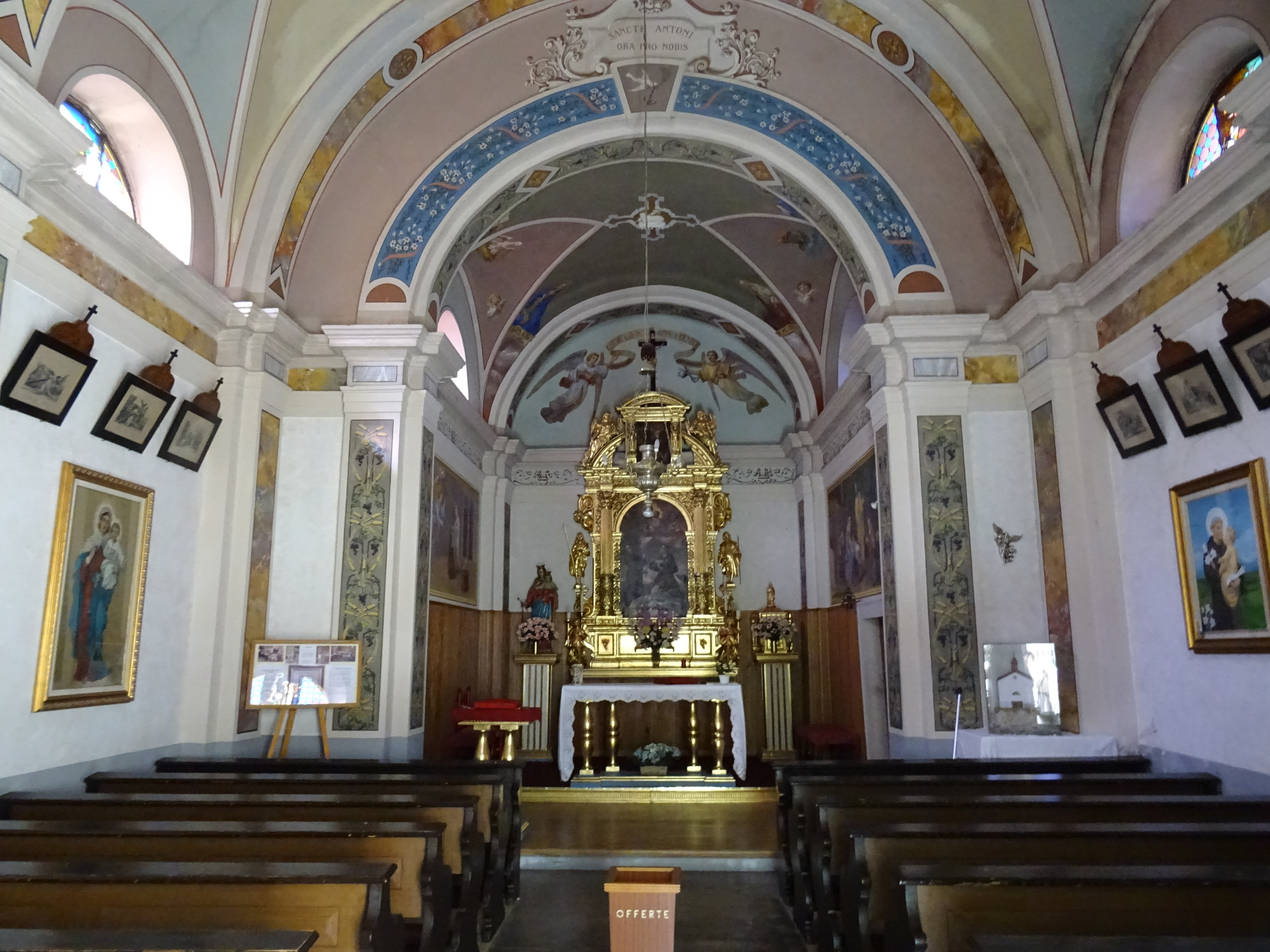
interno

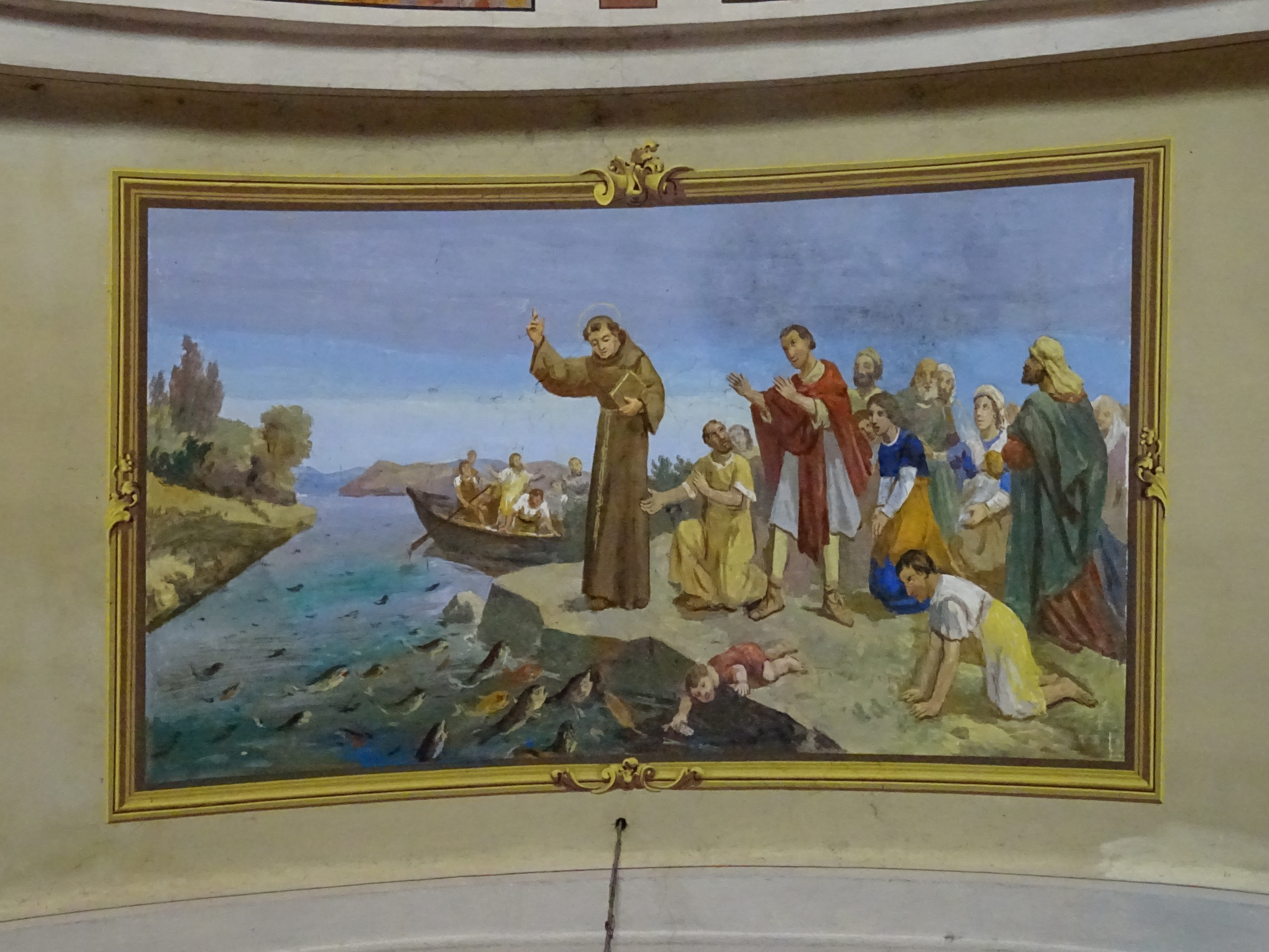
La predica di sant'Antonio ai pesci dipinta sulla volta della navata

L'edificazione di Sant'Antonio di Padova a Dorà risale al periodo compreso tra 1859 e 1862. Nel 1864 ottenne la benedizione da parte dell'arciprete di Cavalese. Nel primo dopoguerra vennero decorati gli interni nelle parti della sala e del presbiterio.
Entro il 1980 è stato realizzato l'adeguamento liturgico che ha comportato la posa nel presbiterio della mensa rivolta al popolo e degli altri poli liturgici. Il tabernacolo dell'altare maggiore originale, riposizionato, serve come custodia eucaristica.

## Descrizione

### Esterni
La chiesa sorge a nord dell'abitato di Dorà su un pendio e mostra orientamento verso ovest. La facciata a capanna con due spioventi è caratterizzata da grande semplicità con l'unico portale al centro e sopra di questo, in asse, la piccola finestra a lunetta e, in alto, la piccola finestrella a forma di croce. La torre campanria in legno si alza direttamente dal tetto e la sua cella si apre con quattro finestre a bifora. La copertura apicale è classica a piramide.

### Interni
L'interno ha una sola navata con volta a botte e suddivisa in due campate. Attraverso l'arco santo si accede al presbiterio che è leggermente rialzato rispetto all'aula. Volte e arco santo sono arricchiti dagli affreschi di Agostino Aldi realizzati nella seconda metà degli anni trenta.